# Verlagsgruppe Hermann
Die Verlagsgruppe Hermann GmbH ist ein österreichischer Musikverlag mit Sitz in Wien, der unter verschiedenen Subverlagsnamen (sog. „Labels“) Musiker-Gesamtausgaben, kritisch revidierte Neuausgaben bekannter Orchester- und Bühnenwerke und Werke zeitgenössischer Komponisten herausbringt. Er tritt auch als Editor von Aufführungsmaterial (Dirigierpartituren, Orchesterstimmen) hervor, das als Kauf- und Leihmaterial angeboten wird.

## Geschichte
Geleitet wird der Verlag seit seiner Gründung 1989 von Alexander Hermann. Der anfängliche Fokus auf zeitgenössische österreichische Musik in kleinen Besetzungen verlagerte und erweiterte sich bald auf die Herausgabe bekannter Orchester- und Bühnenwerke zentraleuropäischer Komponisten.

## Verlagsprogramm
Ausgaben des Kernrepertoires zentraleuropäischer Kunstmusik bilden heute das wichtigste Verlagssegment. Unter verschiedenen Labels werden insbesondere wissenschaftlich-kritische Gesamtausgaben der Werke von Johann Strauss (Sohn), Anton Bruckner und Wolfgang Amadeus Mozart herausgegeben.

Unter dem Label „Strauss Edition Wien“ erscheint seit 1994 die Neue Johann Strauss Gesamtausgabe. Als verantwortlicher Herausgeber zeichnet Michael Rot. In vier Serien mit insgesamt 16 Werkgruppen wurden bisher neun Bühnenwerke und 438 Orchesterwerke vorgelegt. Als zusätzlicher (Abschluss-)Band ist ein neu erarbeitetes Werkverzeichnis („Rot-Verzeichnis“) vorgesehen. Die „Strauss Edition Wien“ umfasst auch Kritische Neuausgaben der Werke von Josef Strauss, Eduard Strauß und Johann Strauss (Vater). 

Unter dem Label „Bruckner Edition Wien“ erscheint seit 2015 auch die Anton Bruckner Urtext Gesamtausgabe. Editionsleiter ist Benjamin-Gunnar Cohrs.

Seit 2006 werden unter dem Label „Edition Meisterwerke“ vielgespielte Werke des europäischen Opernrepertoires des 18. und 19. Jahrhunderts in kritischen Neuausgaben vorgelegt, die verschiedene Fassungen eines Werkes integrieren. Ziel ist auch hier, nicht nur der Forschung, sondern auch der Musikpraxis Zugriff auf verschiedene Fassungen der Werke zu ermöglichen. 
 Für die detailliert präsentierte Erläuterung unterschiedlicher Werkfassungen wurde beispielsweise der Herausgeber von Strauss’ posthum herausgebrachter Operette Wiener Blut mit einem Editionspreis geehrt, zumal die Versionen damit dank des zur Partitur erschienenen Orchestermaterials auch für die Aufführungspraxis wieder erschlossen wurden.
Unter dem Label „Edition Contemp Art“ erscheint unter anderem ein Großteil des Werks der österreichischen Komponisten René Staar und Zdzisław Wysocki.

## Vertrieb
Der weltweite Vertrieb der Produktion der Verlagsgruppe Hermann wird von der Schott Music GmbH durchgeführt.

## Auszeichnungen
- Deutscher Musikeditionspreis für Johann Strauss – Wiener Blut, Operette in 3 Akten.